# Xian de Nanle
Le xian de Nanle (南乐县 ; pinyin : Nánlè Xiàn) est un district administratif de la province du Henan en Chine. Il est placé sous la juridiction de la ville-préfecture de Puyang.

## Démographie
La population du district était de 486 635 habitants en 1999.